# Stephanodaphne boivinii
Stephanodaphne boivinii är en tibastväxtart som beskrevs av Henri Ernest Baillon. Stephanodaphne boivinii ingår i släktet Stephanodaphne och familjen tibastväxter. Inga underarter finns listade i Catalogue of Life.